# 2-я дивизия тяжёлой кавалерии (Первая империя)
2-я дивизия тяжёлой кавалерии (фр. 2e division de grosse cavalerie), иногда также 2-я кирасирская дивизия (фр. 2e division de cuirassiers) — кавалерийская дивизия Франции периода наполеоновских войн.

## История дивизии

### Формирование
Дивизия была сформирована императором Наполеоном 24 августа 1805 года. Командование дивизией было возложено на прославленного 51-летнего генерала д’Опуля, который по свидетельствам современников являлся одним из лучших командиров тяжёлой кавалерии, был отличным солдатом и очень харизматичной личностью, обладал феноменальной физической силой, возможно был выше ростом Мюрата, обладал громким командным голосом. 

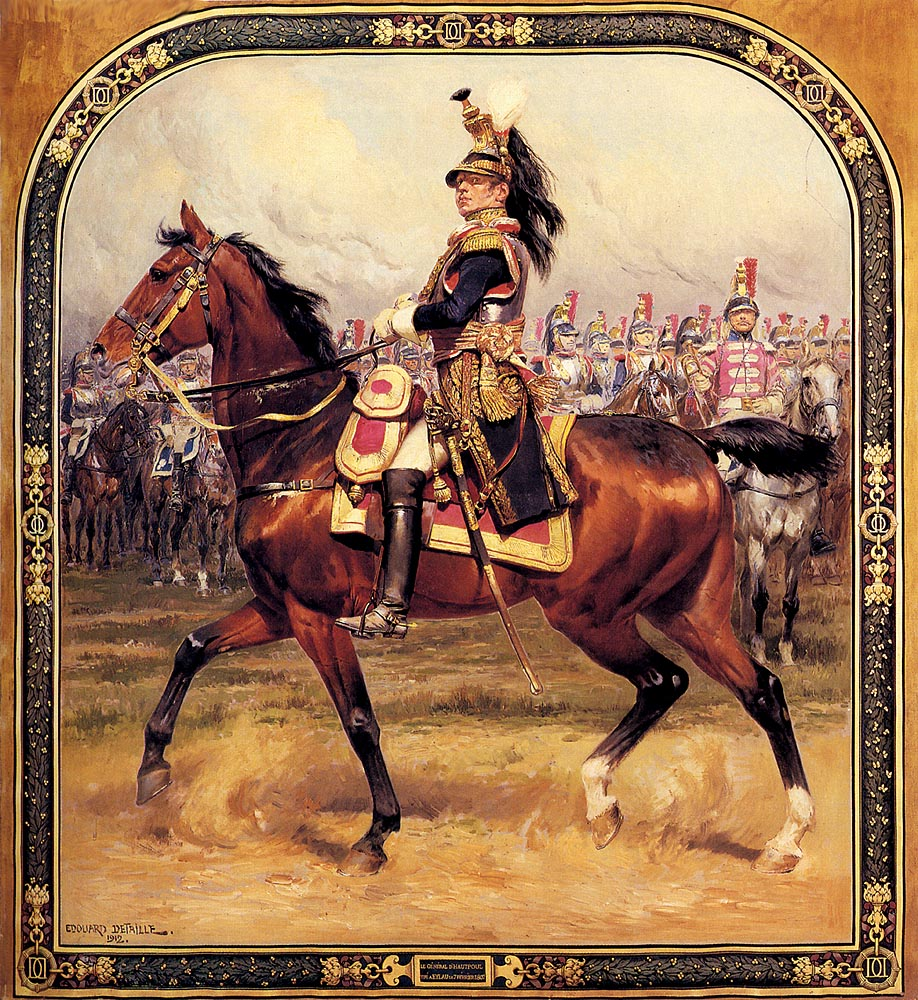
Генерал д’Опуль. Художник Эдуар Детай, 1912 год.

 В состав дивизии вошли четыре кирасирских полка:
- 1-й кирасирский (полковник Адриан Гитон, 44 года), находился в Париже;
- 5-й кирасирский (полковник Жан-Батист Нуаро, 36 лет), находился в Везуле;
- 10-й кирасирский (полковник Пьер Латей, 50 лет), находился в Агно;
- 11-й кирасирский (полковник Альбер Фуле, 35 лет), находился в Версале.

Артиллерия дивизии должна была состоять из 3-х восьмифунтовых пушек и одной гаубицы. 25 августа полки получили приказ выдвигаться к местам сбора. 26 августа точкой сбора для дивизии был назначен Ландау, а также была включена в состав резервной кавалерии принца Мюрата и стала частью Великой Армии.

### Австрийская кампания 1805 года
1 сентября к дивизии присоединились бригадные генералы Сен-Сюльпис (43 года) и Фоконне (54 года). 20 сентября начальником штаба был назначен полковник штаба Фонтен (42 года). Однако уже 21 сентября Фоконне возглавил лёгкую кавалерию в 5-м корпусе маршала Ланна, и во главе 2-й бригады его заменил Фонтен. Дивизия была готова к свершениям.
Идя в авангарде корпуса Ланна, 25 сентября дивизия перешла Рейн в Келе. В ходе Ульмской кампании находилась вместе с гвардией в резерве армии. Затем участвовала в преследовании войск эрцгерцога Фердинанда.
Первым серьёзным боевым столкновением для дивизии стал бой у Брюнна (или у Раусница) 20 ноября, когда 500 кирасир бригады Фонтена и 4 эскадрона гвардии атаковали на аванпостах русских, которые только что отбросили лёгкую кавалерию французов. После упорного боя отступать пришлось уже русским кавалеристам, которые галопом понеслись в сторону Раусница. Бой прекратился уже в темноте. Французы продвинулись километров на 12 вперёд и остановились неподалёку от Раусница. «Вторая бригада атаковала с таким порывом, что она опрокинула все боевые порядки, которые ей противостояли», — докладывал д’Опуль в своём рапорте. Во 2-й бригаде кирасир было ранено 40 человек и около 10—15 убиты.
В ночь перед Аустерлицким сражением дивизия расположилась в третьей линии на левом фланге французов слева от Брюннского шоссе. Поддерживая наступательные действия 5-го корпуса маршала Ланна, около 14 часов кирасиры д'Опуля выдвинулись влево от бригады лёгкой кавалерии Пикара, и начали наступать на плато, где стояли войска Багратиона. 1-й и 5-й полки атаковали русскую колонну, отступавшую к Позорицу. Захваченные врасплох, русские батальоны рассыпались, чтобы построиться в каре, и открыли сильнейший ружейный огонь по приближающимся всадникам. Однако пехотинцы не успели завершить перестроение, когда полковник Нуаро ударил на них с тремя эскадронами 5-го. Кирасиры на галопе врезались в массу русской пехоты и начали беспощадно рубить охваченных паникой солдат. Командир эскадрона 5-го Жакмен захватил знамя Архангелогородского мушкетёрского полка, кроме того, в руки кирасир попали шесть орудий и множество повозок. На помощь пехоте прибыли казаки и Тверские драгуны, спустившиеся с высот, расположенных к юго-востоку от Позорица. Русская конница готовилась уже атаковать, когда на неё обрушилась дивизия д’Опуля, развёрнутая в две линии. Находившийся слева в первой линии эскадрон 10-го полка охватил противника с фланга и драгуны были опрокинуты в Коваловицкий овраг. Продолжая наступление, д’Опуль обратился против батальонов Долгорукова, выдвинувшихся ему на встречу. 1-й, 5-й и 11-й атаковали Псковский мушкетёрский полк и прорвали его центр, в то время как Фонтен, встав во главе 10-го, ударил на противника с тыла. Не выдержав мощного натиска французских кирасир, русские мушкетёры были рассеяны. В итоге, все русские войска, стоявшие севернее Раусницкого ручья, были отброшены и начали отступать вдоль шоссе. За эти блестящие действия в Битве трёх Императоров, Наполеон наградил д’Опуля высшей наградой Франции – знаком Большого Орла ордена Почётного легиона, все пять полковников стали команданами ордена, а командир эскадрона Жакмен – офицером.
В первых числах апреля 1806 года дивизия была придана 4-му корпусу маршала Сульта, и в мае месяце расположилась в Ландсхуте на Изаре.

### Прусская кампания 1806 года
30 сентября к дивизии присоединился генерал Вердьер (52 года). С началом новой войны против Четвёртой коалиции дивизия выдвинулась к месту боевых действий. Кавалерийский резерв Мюрата должен был собраться между Вюрцбургом и Кронахом. Дивизия покинула Ландсхут, и пошла к Майну. 5 октября прибыла в Бургебрах, где ей устроил смотр Мюрат. В этот же день Латей был повышен в звании до бригадного генерала, и из-за серьёзных проблем со здоровьем вышел в отставку, а его месту во главе 10-го полка занял Леритье, в прошлой кампании командовавший эскадроном в 11-м полку. 8 октября выступила в центральной колонне со всей резервной кавалерией, и отправилась от Кронаха до Лобенштайна. 11 октября Наполеон приказал Мюрату атаковать все марширующие колонны неприятеля и затопить равнину Лейпцига своей кавалерией. 13 дивизия прибыла в Ауму. После интенсивного ночного марша, 14 октября дивизия подошла к полю сражения при Йене, сделав 46 км марша за 21 час. В бою приняла участие только 1-я бригада (1-й и 10-й полки), которая участвовала в разгроме на высоте Капеллендорф корпуса Рюхеля, и преследовала их до берегов Ильма, где они собрали много пленных. Вернувшись, атаковали саксонские бригады Бургсдорфа и Нехроффа, а также отбили контратаки саксонской кавалерии, после чего дивизия со всей кавалерией Мюрата преследовала разгромлённого врага до ворот Веймара. После сражения Мюрат в письме Наполеону похвалил кирасир и генерала д'Опуля, за предпринятые ими атаки. С 8 по 14 октября дивизия прошла около 180 километров. 15 октября участвовала во взятии Эрфурта. 18 октября Вердьер умер в Зондерсхаузена от переутомления. 20 октября его бригаду возглавил генерал Марюла (36 лет), который вопреки пожеланиям родных прибыл в ставку императора. 23 октября пересекла Эльбу в Дессау. 25 октября обе дивизии кирасир бивуакировали в Потсдаме. 6 ноября прибыла под стены Любека, и после сдачи города, 7 ноября содействовала пленению вырвавшихся из города частей Блюхера (в размере шести тысяч), последней боеспособной прусской части. 8 ноября дивизия покинула Любек, и 22 ноября прибыла в Берлин, где 24 ноября Наполеон устроил ей смотр. 26 ноября выступила на Позен. 5 декабря Марюла получил в своё командование лёгкую кавалерию корпуса Даву. 7 декабря дивизия пересекла Одер. Марш на маршруте Франкфурт-Позен проходил в ужасную погоду; дороги была загружены войсками, поэтому каждый день приходилось очень далеко уходить вправо или влево от направления следования, а солдаты и лошади были сильно истощены.

### Польская кампания 1806-07 годов
13 декабря 1806 года включена в состав нового 2-го корпуса резервной кавалерии под началом маршала Бессьера, который действовал на левом фланге французов. 16 декабря вступила в Торн, и на следующий день пересекла Вислу в городе, начав разведку на правом берегу этой реки. 23 декабря бригада Сен-Сюльписа присутствовала в резерве в битве при Бежуне. 27 декабря дивизия вышла на реку Орезье. 31 декабря к дивизии присоединился генерал Клеман де Ля Ронсьер (33 года), только что произведённый в бригадные генералы, а до этого командовавший 16-м драгунским полком. В этот же день полковники Нуаро и Фуле стали бригадными генералами, а вместо них 5-й и 11-й возглавили Кинетт де Серне (30 лет, ранее был зам. командира 12-го конно-егерского) и де Бранкас (42 года, ранее был зам. командира 7-го гусарского).

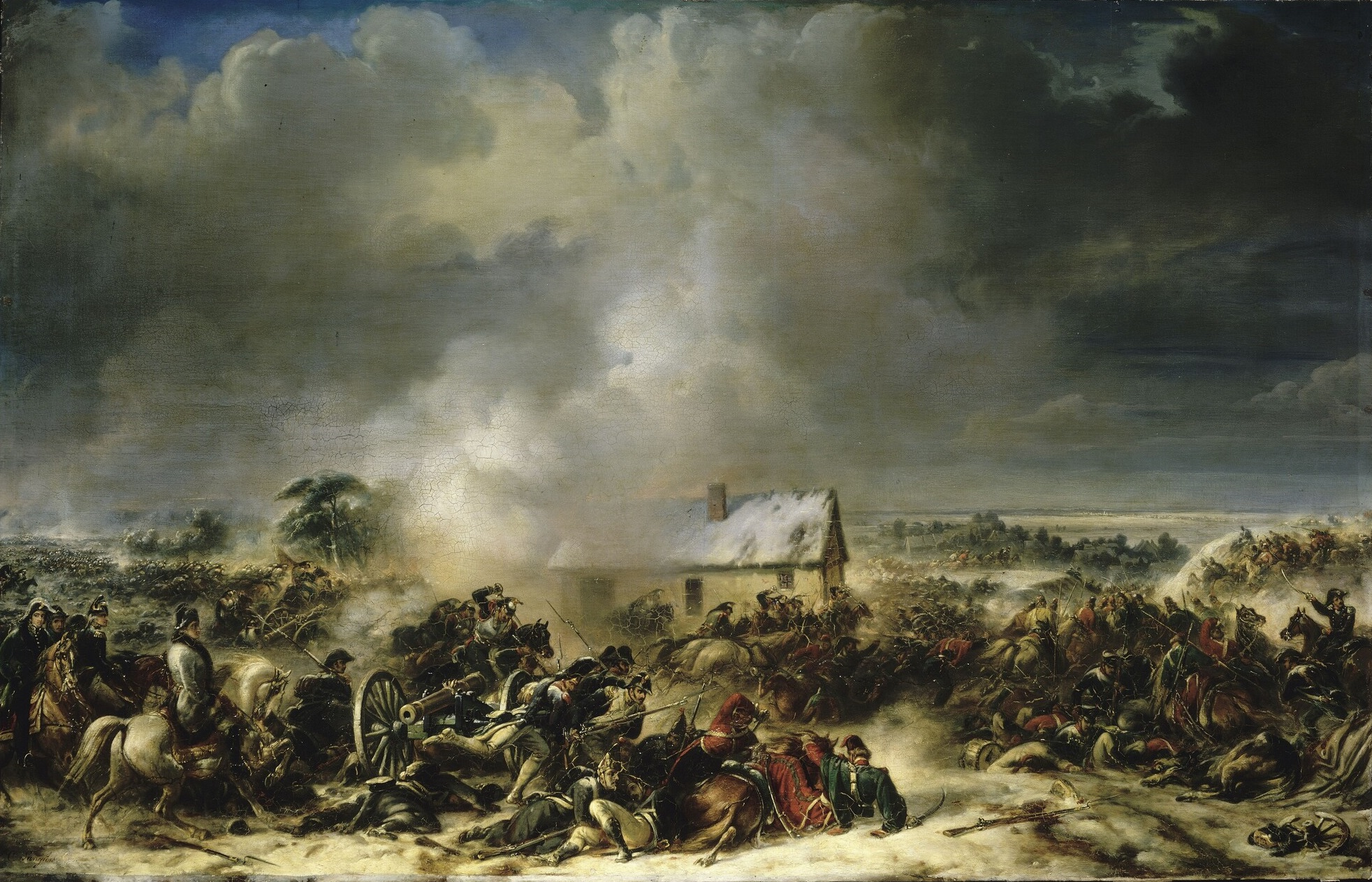
Битва при Гофе. Художник Жан Шарль Ланглуа, 1849 год.

1 января 1807 года дивизия прибыла в Яново, где она была расквартирована до 7-го числа. 12 января 2-й корпус был расформирован, и дивизия вернулась под начало Мюрата. В этот же день прибыла в Страсбург, где оставалась до 30. На тот момент численность дивизии составляла 2066 человек и 1969 коней. На зимних квартирах армия оставалась недолго, так как русские возобновили военные действия. Дивизия выступила на Алленштайн, и шла в составе основных сил Наполеона, преследуя отступающих русских. Вскоре генерал Беннигсен дал приказ Барклаю де Толли занять позиции у деревни Гоф (ныне польская деревня Дворжно), с целью задержать французов. Дивизия д'Опуля подошла к месту сражения и перешла мост, когда лёгкая кавалерия и драгуны французов уже провели две атаки против Костромского мушкетёрского полка. В третьей атаке принял участие 1-й кирасирский полк вместе с одной из драгунских бригад из дивизии Клейна, но и эта атака была отбита благодаря грамотной стрельбе костромичей и контратаки ольвиопольских гусар. Однако, Мюрат скомандовал общую атаку всей кирасирской дивизии. Когда отступающие в беспорядке драгуны и преследовавшие их гусары встретились в поле с атакующей дивизией, строй кирасир, ещё не бывших в деле, смял и опрокинул всех; русские гусары помчались назад, но при этом не успели уйти за фланги линии Костромского полка и налетели прямо на неё, таким образом, мешая пехоте отражать атаку огнём. Опрокинутые гусары вперемешку с кирасирами навалились на пехоту, и строй был сломан. Оба батальона костромичей обратились в бегство, а кирасиры их рубили и топтали конями, отбивая трофеи и захватывая пленных. Преследуемые кирасирами пехотинцы, гусары и артиллеристы в беспорядке отступали к Гофу, теряя много убитыми, раненными и пленными. В итоге кирасиры взяли 5 орудий неприятеля и несколько знамён. Затем дивизия, при поддержке корпуса Сульта справа и корпуса Ожеро слева, развивала наступление, не давая русским закрепиться на новом рубеже обороны и перехватить инициативу. Когда русские контратаковали пехоту Леграна в стороне от деревни, Мюрат приказал д'Опулю пройти через деревню и атаковать эти колонны с тыла; кирасиры атаковали и прорвали русские каре. Тогда русская кавалерия и пехота обратились против полка кирасир, но были отражены с большими потерями благодаря стойкости французской пехоты. С появлением новой русской кавалерии, дивизия прекратила атаки. Бой длился с 15 до 20 часов. Восхищённый Наполеон после боя обнял д'Опуля на глазах его дивизии. Расстроганный генерал воскликнул: «Чтобы оказаться достойным такой чести, нужно чтобы я погиб за Ваше Величество!».

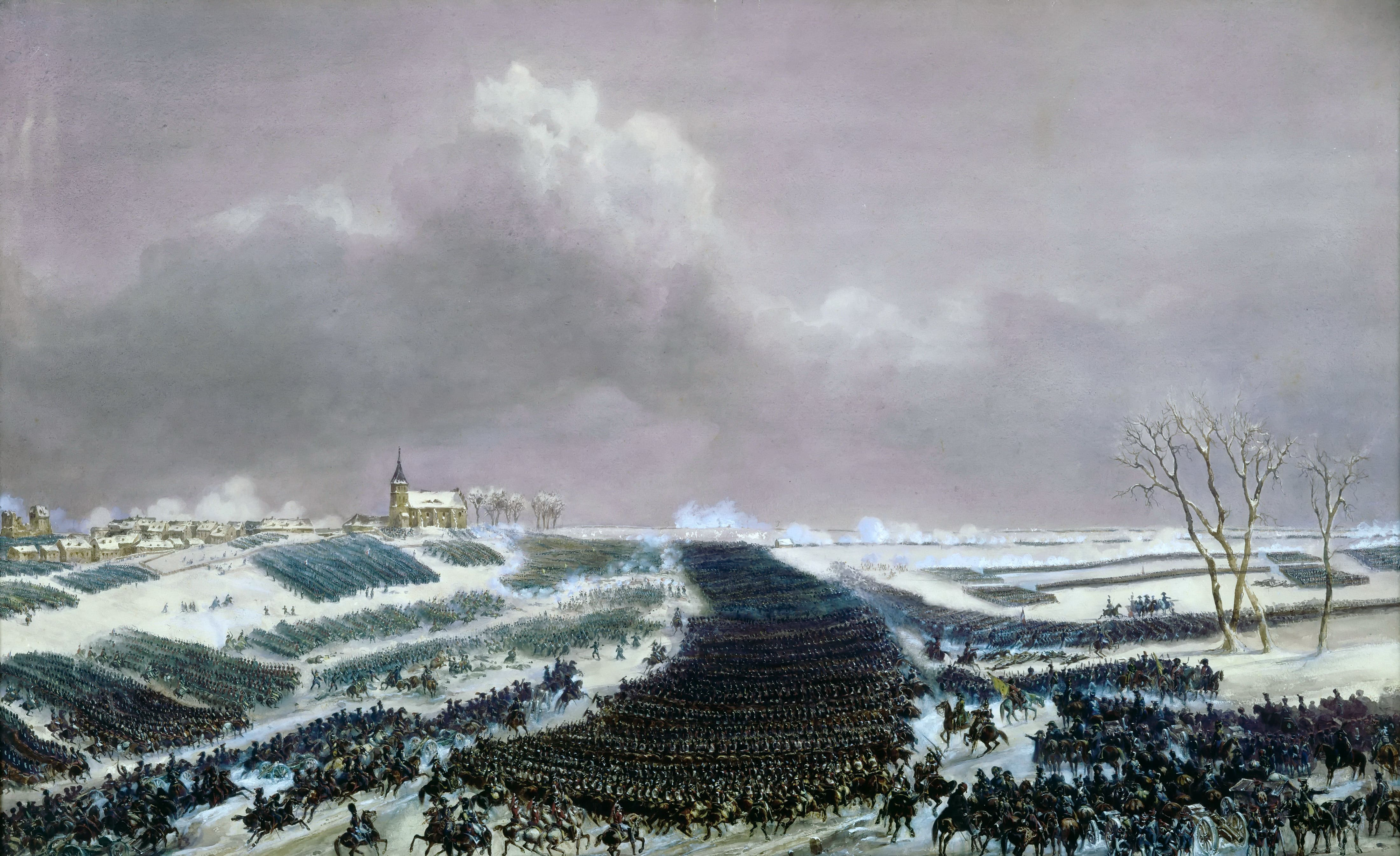
Атака «80 эскадронов» при Эйлау, худ. Жан-Антуан-Симеон Форт.

Через два дня дивизия вписала ещё одну славную страницу в историю французской армии. 8 февраля к 11:30 для Великой армии настал тяжёлый момент, когда был разгромлён корпус Ожеро, и в центре образовалась огромная брешь. Наполеон отдал приказ Мюрату выправить ситуацию. Принц повёл в атаку резервную кавалерию. Сам гасконец шёл во главе драгунской дивизии Груши, люди д'Опуля следовали за ними. Вскоре драгуны вступили в упорный бой с русской кавалерией, когда кирасиры прибыли на правый фланг Груши, и сходу атаковали неприятеля вместе со 2-й бригадой Миле. Русская кавалерия была опрокинута и преследуема до боевых порядков пехоты, которая встретила французов плотным орудийным и ружейным огнём. Откатившись, кирасиры перестроились и бросились обратно в атаку. Наконец была пробита брешь, куда вперемешку проникли драгуны и кирасиры. Рассеявшись, они начали рубить пехотинцев направо и налево. В ходе этих атак смертельное ранение получил д'Опуль, которому картечь раздробила правое бедро. Прорвав центр Остен-Сакена, французы перестроились в одну колонну и понеслись обратно на русские орудия. Некоторые части доходили до резервов, но были отброшены. Результатом этой фантасмагорической атаки стало спасение армии ценой огромных потерь. Был смертельно ранен д'Опуль, ранен в запястье Сен-Сюльпис, легко ранен пулей Леритье, ранен лейтенант Бертеми, адъютант командира дивизии, пулей ранен Фонтен. 

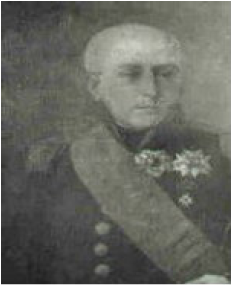
Генерал Сен-Сюльпис

 9 февраля дивизию возглавил генерал Сен-Сюльпис, и со всей резервной кавалерией дивизия приняла участие в преследовании отступающих русских, собирая большое количество пленных по дороге. В тот же день столкнулась с русским арьергардом у Фришинга. 14 февраля в соседней деревне Воринен в возрасте 51 года от сепсиса умер д’Опуль. Хирург Ларрей настаивал на ампутации ноги, но генерал наотрез отказался. Перед смертью генерал написал письмо Императору, выразив ему свою вечную преданность. Наполеон приказал перевезти тело генерала в Париж и похоронить в Пантеоне. В этот же день Сен-Сюльпис был произведён в дивизионные генералы. 21 февраля начальником штаба дивизии был назначен Тренкалье. Декретом от 6 марта Наполеон повелел взятые при Эйлау 24 русских орудия переплавить для конной статуи д'Опуля в мундире дивизионного генерала кирасир. 15 марта дивизия наконец остановилась на зимние квартиры в Бисхофсведере, и оставалась здесь до 7 июня. В марте было несколько стычек с казаками. 1 апреля Гитон был произведён в бригадные генералы, и возглавил 2-ю бригаду. На посту командира 1-го кирасирского его заменил де Беркейм (31 год). В мае Наполеон устроил смотр дивизии. На 15 мая в составе дивизии было 16 эскадронов и 1977 человек личного состава. 5 июня военные действия возобновились. 7 июня вышла в направлении на Морунген и Гуттштадт. 11 июня прибыла к бивуаку под Гейльсбергом. 13 июня под началом Мюрата, вместе с корпусами Сульта и Даву, двигалась с целью отрезать путь отступления русских на Кёнигсберг. После разгрома русских при Фридланде и занятия Кёнигсберга, дивизия преследовала арьергард русских по дороге на Тильзит. 21 июня было заключено перемирие. После Тильзита базировалась на территории Германии.
15 октября 1808 года Великая Армия была распущена Наполеоном, а дивизия стала частью Рейнской армии маршала Даву

### Австрийская кампания 1809 года

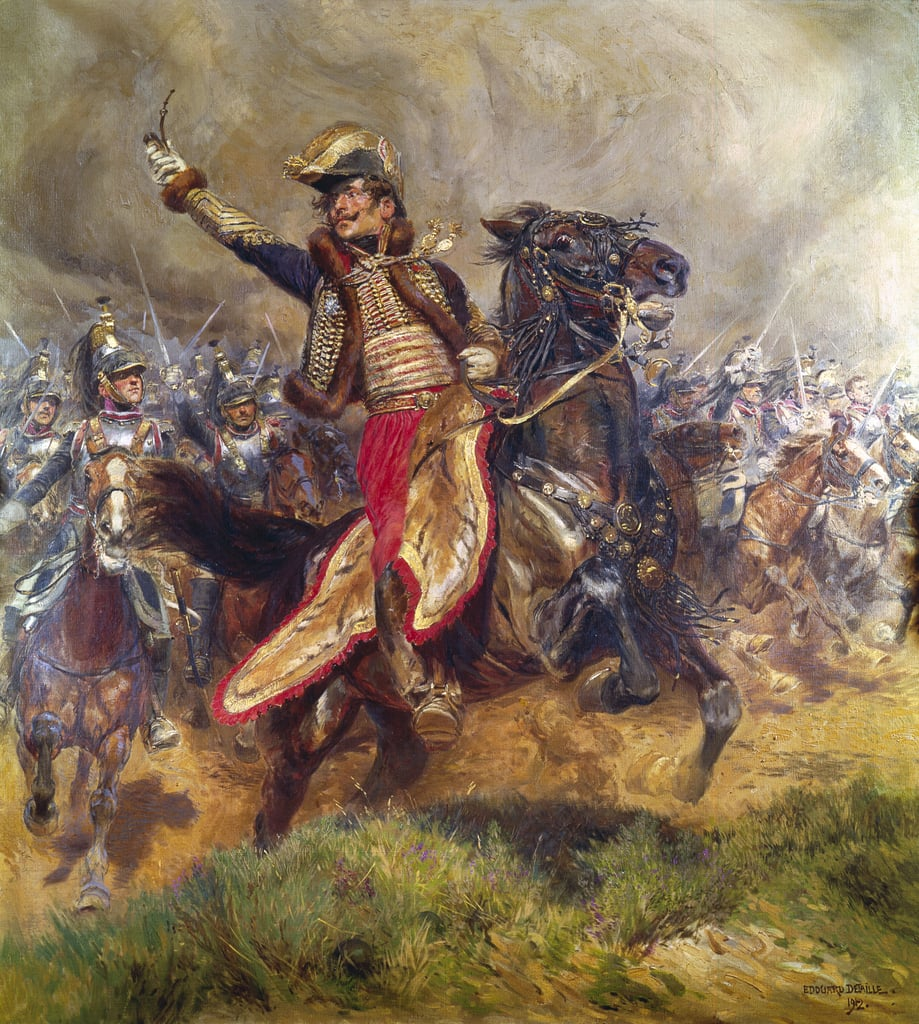
Генерал Ласалль ведёт в атаку 1-й кирасирский полк при Ваграме. Художник Эдуар Детай, 1912 год.

В первых числах марта 1809 года дивизия располагалась вокруг Вердена на нижнем Везере. В середине марта дивизия покинула свои позиции, и выдвинулась к местам будущих боевых действий против Австрии. 1 апреля вошла в состав резервной кавалерии маршала Бессьера Армии Германии. В апреле Матвон де Кюрньё стал начальником штаба дивизии. 7 апреля дивизия была под Нюрнбергом, 12 под Ингольштадтом, 17 под Пайнтеном. 20 апреля оставлена в резерве у Постзааля для охраны дефиле. 21 апреля направлена к Эссенбаху, и перешла под начало маршала Ланна. 22 апреля у Экмюля австрийская кавалерия приготовилась атаковать марширующую пехоту на равнине. Заметив это движение неприятеля, французская кавалерия, поддержанная баварцами и вюртембержцами, бросилась на австрийскую кавалерию и отбросила её. Но в погоне она столкнулась со вражеской кавалерией и вынуждена была начать отступление. Но французские кирасиры продолжили яростную атаку; их движение было настолько блестящим, что пехота маршала Ланна, которая маршировала на высотах, остановилась, чтобы аплодировать им. Французская кавалерия, продолжая продвижение вперёд, оказалась у дороги, ведущей на Регенсбург, между корпусами Ланна и Даву. Враг отступил к Эгглофсхайму. Перед этой деревней эрцгерцог Карл собрал всю свою доступную конницу, около сорока четырёх эскадронов, включая двенадцать кирасирских, и сформировал две колонны. Как только французская кавалерия поняла, что противник намерен принять бой, дивизии развернулись для атаки. Было семь часов вечера, и начинало темнеть. Вскоре произошла эпичная схватка девяноста эскадронов. Восемь эскадронов первой французской линии сумели прорвать линию противника; в результате вторая линия французов также смогла быть задействована; судьба сражения была быстро решена, тем более что французские кирасиры были защищены двойными нагрудниками, а австрийцы только спереди, из-за чего они понесли серьёзные потери при отступлении, так как их спины не были защищены от ударов. Эскадроны, которые находились слева от дороги, были сброшены в болото, остальные бежали и отошли по дороге, оставив свою пехоту без прикрытия. Генерал Сен-Сюльпис, который не смог принять участие в начальном этапе сражения, продолжил движение справа от дивизии Нансути, и рядом с Кофферингом столкнулся с двумя батальонами гренадеров, оставленными в качестве поддержки австрийской кавалерии. Мощной атакой он рассеял их, прежде чем они сумели выстроить защиту. Также в ходе этой атаки чуть не попал в плен эрцгерцог Карл, который был обязан своим спасением скорости своей лошади. Было уже темно. Артиллерийский огонь давно прекратился, но до сих пор можно было слышать крики и удары сабель, и искры сияли посреди темноты. Во всём этом шуме преобладал голос старших офицеров, стремившихся сплотить свои полки, и звуки труб. Эскадроны с трудом перестраивались, потому что едва ли можно было отличить друзей от врагов. Луна освещала эту мрачную сцену. В ходе сражения генерал Клеман де Ля Ронсьер получил 11 сабельных и пулевых ранений, в том числе тяжёлую огнестрельную рану в левую руку, которую пришлось ампутировать. Его храброе поведение, и действия всех кирасир были отмечены в 1-м бюллетене Армии Германии. Клемана во главе бригады заменил генерал Лагранж (42 года). 23 апреля дивизия подошла к стенам Регенсбурга. Вся австрийская кавалерия была перед городом. Между восемью и девятью часами французская кавалерия атаковала неприятеля, и с первого же удара обратила улан в бегство. Затем та же участь постигла гусар и шеволежер Кленау. Кирасиры Гогенцоллерна и Фердинанда также тщетно пытались остановить французских кирасир. Все они были разбиты. Порыв французских всадников было таким огромным, что они чуть не ворвались в Регенсбург вместе с противником. 24 апреля Император приказал маршалу Даву преследовать врага; он добавил к нему дивизию Сен-Сюльписа. 5 мая дивизия прибыла в Линц. 11 мая вступила в Вену. 21 и 22 мая участвовала в огромном количестве отчаянных атак при Эсслинге, предпринятых для спасения армии. Потерпев поражение, французы вынуждены были вернуться на правый берег Дуная. Потери во 2-й дивизии были огромными: генерал Лагранж  был тяжело ранен в руку пушечным ядром, также ранен полковник Леритье, погиб полковник Бранка, ранены 4 и погиб 1 командир эскадрона.
В июне дивизия дислоцировалась на полпути между Фишаментом и Нойштадтом. 1 июля мосты были возведены. 4 июля дивизия прибыла в Эберсдорф. 6 июля, в решающем сражении кампании при Ваграме, дивизия Сен-Сюльписа атаковала левое крыло противника и отбросила его по дороге на Брюнн в сторону Волькерсдорфа. 7 июля под началом маршала Массена преследовала отступающих австрийцев. 9 июля при Холлабрунне атаковала кавалерийский корпус Кленау, который вынужден был принять бой. Однако наступившая ночь не позволила французам развит успех. 11 июля эрцгерцог Карл, желая любой ценой помешать французам захватить дефиле у Тайи, располагавшееся у Цнайма, и являвшееся ключом к Богемии, устремился к этому пункту со всей своей армией. Массена атаковал австрийцев, но его остановил гренадерский резерв. На дороге началась ужасная схватка. Проливной дождь, который шёл в этот момент, сделал землю скользкой; это препятствие в течение некоторого времени не давало кирасирам дивизии Сен-Сюльписа подойти к полю битвы. Но когда появилось солнце, и земля подсохла, Массена отправил в атаку своих кирасир. Тяжёлая кавалерия нанесла сокрушительный удар по австрийской колонне, которая не ожидала этой атаки. Австрийские батальоны были рассеяны, взято множество пленных и все пушки. После сражения дивизия вернулась в Вену, и расположилась в Ам-Шпице.
12 июля Сен-Сюльпис был переведён в гвардию, и возглавил драгун Императрицы, а на его место был поставлен генерал Сен-Жермен (47 лет). 14 октября был заключён мир в Вене. 15 ноября кавалерийский резерв получил приказ удерживать свои позиции по реке Инн до самого последнего момента эвакуации. Штаб 2-й дивизии находился в Зигхартскирхене.
2 марта 1810 года Наполеон начал реорганизацию частей в Германии. В мае дивизия выступила во Францию, и 3 июля 1810 года была расформирована Императором.

### Русская кампания 1812 года
Воссоздана 17 апреля 1811 года. Вместо 1-го полка, который стал частью новой 4-й дивизии, 2-я получил 14-й полк (голландский). 19 октября во главе формирующейся в Бонне дивизии был поставлен генерал Нансути. 25 декабря из состава дивизии были забраны 11-й и 14-й полки, и заменены 8-м. 2 января 1812 года к дивизии добавлен 2-й шеволежер-уланский полк.  9 января дивизия вошла в состав 2-го корпуса кавалерийского резерва. Во главе дивизии вновь был поставлен генерал Сен-Сюльпис, однако 22 января его сменил генерал Себастьяни.

### Саксонская кампания 1813 года
При реорганизации кавалерии 6 февраля 1813 года, к дивизии были добавлены 1-й кирасирский, а также оба карабинерских полка. До лета дивизия не принимала участия в военных действий, медленно восстанавливая людской и конский состав. 13 августа под началом маршала Нея части 2-го корпуса вступили в Хайнау и Лигниц. 15 августа генерал Сен-Жермен возглавил дивизию.
26 августа дивизия участвовала в неудачной атаке при Кацбахе, итогом сражения стал полный разгром французов. 28 августа, после труднейшего марша, прибыла к Бунцлау и прикрывала отступление. 6 октября весь 2-й корпус собрался у Вурцена. 9 столкнулись с войсками Остен-Сакена у Пробстхайна и разогнали их, но Блюхер снова избежал решающего столкновения и удалился по Мульде. Наполеон преследовал его; 2-й кавалерийский корпус был отправлен в Виттенберг, где он должен был пересечь Эльбу по мосту в Вартенбурге. 11 получила приказ следовать по правому берегу и атаковать плацдарм у Рослау. 12 атаковал и отбросили неприятеля от Тумена. После этого все французские войска по приказу императора начинают выдвигаться к Лейпцигу. Дивизия вновь возвращается в Виттенберг, и переправляется через Эльбу. 14 она была в Гюнтерице и Подельвице. 16 октября началась грандиозная Битва народов, в которой окончательно решилась судьба Первой империи. 2-я дивизия в составе 2-го корпуса действовала на левом фланге французов под началом маршала Макдональда, перед которым была поставлена задача отбросить правое крыло союзников к Зайффертсхайну. Прибыв к Кломбергу, корпус Себастьяни сталкивается с кавалерийским корпусом Кленау и бригадой Лютена, общей численностью четырнадцать австрийских плюс шесть прусских эскадронов. Французы атакуют их, разбивают и энергично преследуют. Но в это время на помощь союзникам подходят бригады Врангеля и Мутиуса. Они пропускают беглецов и атакуют французскую конницу, которая в то же время атакована на левом фланге казаками Платова, прибывающими из Пёссны. Себастьяни был вынужден остановиться и отступить на Конберг. Следующий день дивизия провела на бивуаке у Клайн-Пёссны. 18-го битва возобновилась. 2-му кавалерийскому корпусу была поставлена задача остановить наступление 12-й русской пехотной дивизии, но французы оттеснены Смоленским и Нарвским полками, которых поддержала конница Кленау. В результате французы отступили на Штайнбер. Шесть эскадронов гусар, шесть эскадронов уланов и три эскадрона ландвера, по приказу генерал-майора Кренца и генерала Чаплица, атаковали 2-й корпус, и столкнулись с кирасирами 2-й дивизии под Цвайнанндорфом. После схватки французы попали под сильный артиллерийский огонь и понесли большие потери. Вскоре ситуация для французов в сражении становится совсем критической, когда саксонцы перешли на сторону союзников. Маршал Ней бросает гвардейскую кавалерию, а также 2-й и 5-й кавалерийские корпуса на наступающую вражескую кавалерию. Эта атака отбросила силы русского генерала Беннингсена, но было вновь остановлено огнём вражеских батарей. В контратаку на французов была брошена русская кавалерия Чаплица. Чуть позже те же войска французов снова перешли в наступление, чтобы задержать продвижение союзников к Цвайнанндорфу, но снова безуспешно, из-за превосходства противника в артиллерии.
Ночью с 18 на 19 дивизия пересекла Эльстер по мосту в Линденау и отправилась по дороге к Лютцену. 20 была вместе с корпусом отправлена по дороге из Мерзебурга во Фрайбург, на фланг марша отступающей французской армии. 23 армия начала собираться в районе Эрфурта. Себастьяни отправляется в Готу с подразделениями Беркхейма, Экзельмана и Сен-Жермена, изгоняет казаков из Готы и прибывает 24-го в Айзенах. Через пять дней армия отправляется из Эрфурта в Ханау, 2-й кавалерийский корпус находится в авангарде; 27-го он был в Фульде, и оттуда Император отправил его с дивизиями Беркхайма и Эксельмана, чтобы занять позиции в долине Кинциг. 29-го дивизия, идя по правому берегу Эльстера, встречает вражеские авангарды в Гельнхаузене и отбрасывает их. На пути французов стоит баварская армия, блокируя проход. 30-го Макдональд при поддержке конницы Себастьяни атаковал форпосты 3-й баварской дивизии Рёкингене, около восьми часов утра, он отбросил их за лес, затем на Ханау, но он был остановлен баварской артиллерией. Около трёх часов генерал Друо по приказу Наполеона установил батарею в пятьдесят орудий против позиций противника. В то время как французская пехота сдерживала баварцев, кавалерия сформировала колонну повзводно в укрытии леса, справа от артиллерии Друо, чтобы атаковать батареи противника. В это время австро-баварская кавалерия атаковала артиллерию Друо; на помощь канонирам подоспела гвардейская кавалерия, а также кирасиры Сен-Жермена и дивизия Эксельмана, которые заставили неприятеля отступить. Французская кавалерия перестроилась в три линии. Первая, состоящая из четырёх кирасирских полков, быстро продвинулась вперёд и опрокинула австрийский полк кирасир Лихтенштейна, полк драгунов Кнезериха и два полка баварских шеволежер. После прорыва через эти четыре полка, генерал Нансути, поворачивает налево и бросается на пехоту. Некоторые союзные кавалерийские полки, которым удалось сплотиться, бросаются на помощь пехоте, гусарскому полку эрцгерцога Иосифа удаётся на мгновение остановить натиск французской кавалерии, но и он был вынужден отступить под давлением 2-й линии. Затем Нансути приближается к центру вражеской позиции, рубит артиллеристов, окончательно обращает в бегство кавалерию и опрокидывает каре, которые её поддерживали. Тем временем Сен-Жермен продолжает раскручивать атаку; он решил захватить оставшиеся батареи и атаковать с тыла остатки дивизий Беккерса и де ля Мотт, но вмешательство войск Чернышёва и партизан Менсдорфа остановило его продвижение и спасло баварскую армию от полной катастрофы. Генерал Сен-Жермен стал одним из героев дня. Большинство крестов Почётного легиона было отдано его полкам и полкам гвардии.
Победа при Ханау открыла французам путь во Францию. 14 ноября дивизия прибыла в Майнц. 18 ноября к дивизии был добавлен 13-й кирасирский полк из 4-й дивизии. Некоторое время кавалерия оставалась на правом берегу Рейна, и собирала отставших. После этого 2-й кавалерийский корпус был направлен в Кёльн, где располагались войска маршала Макдональда. 2 декабря Сен-Жермен одновременно возглавил и весь 2-й кавалерийский корпус.

### Французская кампания 1814 года

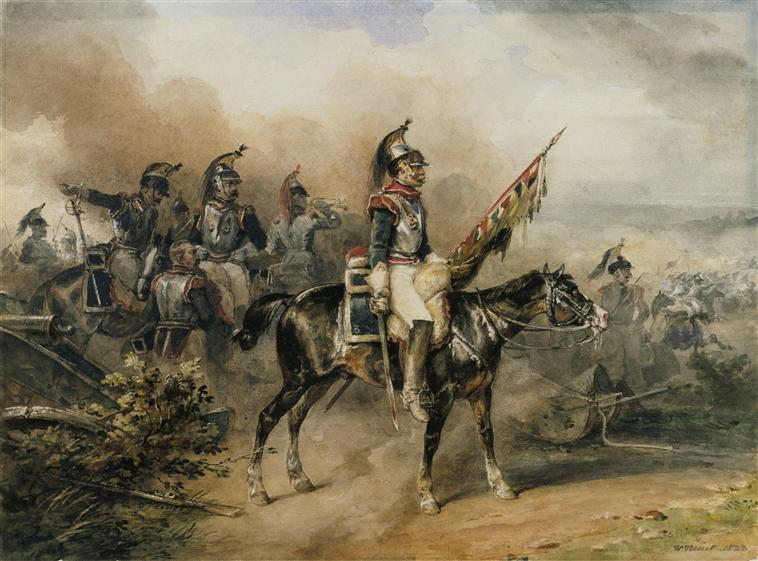
Атака кирасир. Художник Орас Верне.

Маршал Макдональд отвечал за сопротивление Армии Силезии, которая шла через Кобленц и Майнц. Он отступил перед превосходящими силами союзников на Мезьер, Аргон и Шалон. Он прибыл в этот город 29 января и получил там приказ держаться за Марну, чтобы защищать левый фланг Императора, который собирался провести битвы при Бриенне и Ротьере. Макдональд занимал позицию перед Шалоном и прикрывал дорогу на Витри, облегчая проход большого артиллерийского парка. 3 февраля произошел бой у деревни Шоссе. Маршал отступил вдоль Марны, и прибыл 8-го числа в Шато-Тьерри. После своего поражения при Ротьере Наполеон остановился у Ножана и реорганизовал кавалерию. 2-й кавалерийский корпус по приказу генерала Сен-Жермена должен был собраться в Мё. Сам генерал прибыл в город из Компьеня 7 февраля, где воссоединился с остатками корпуса. 10 февраля корпус получил приказ перейти Марну. Однако из-за разрыва моста в Трильпоре переход был возможен лишь вечером 10-го. Идя по дороге на Ферт-су-Жуар, он встретил несколько вражеских отрядов, захватил двадцать драгун и русских гусар, двух капитанов и пятьдесят лошадей. 11 февраля бригада Бланкара была передана под командование генерала Леваля, который со своей дивизией должен был двинуться к Ла Ферт-Гошу, а оттуда перейти к позиции между Вьё-Мезоном и Монмирайем, чтобы присоединиться к Императору и быть в пределах досягаемости для получения приказов. Однако войска Леваля так и не прибыли до 12 в Вьё-Мезон, поэтому 13 бригада воссоединилась с дивизией.
14 февраля вся кавалерия в составе дивизий Думерка, Бордесуля и Сен-Жермена, в четыре тысячи сабель, под командованием генерала Груши приняла участие в сражении при Вошане. Кавалерия располагалась слева от первой линии. С самого начала боя она получила приказ атаковать правый фланг врага через Лешель, Ливри и Саршам. Блюхер, заметив это движение, отступил; он построил свою пехоту в батальонные каре, расположившуюся на дороге, приближая свой фронт как можно ближе. Около часа дня он начал движение, и дошёл до Жовилье; но кавалерия, обошедшая лес Саршама, атаковала его с фланга; эта атака сломала линию неприятеля, прорвала каре и привела его в величайший беспорядок; два батальона сложили оружие. Затем Ней приказал Груши продолжить свой марш и атаковать врага у Стогера. Пруссаки маршировал в колоннах, чтобы пересечь лес Этож, когда Груши, который уже был на опушке леса, бросился на них. Несколько каре снова были разбиты. Преследование разбитого неприятеля прекратилось лишь с темнотой. В руки французов попали 600 человек и восемь орудий.
15 февраля генерал Груши получил приказ присоединиться к Императору с дивизией Леваля и кавалерией Сен-Жермена. 18-го он был отозван на Монмирай герцогом Рагузским и вернулся в Вьё-Мезон, где узнал, что враг покинул его позицию перед Монмирайем. По повторному приказу Императора он продолжил путь, несмотря на усталость от перехода в десять лиг по ужасным тропам по Ферт-Гош и ещё девять лиг, чтобы добраться до Круа-ан-Бриве-Шатобло, позади Нанжи, куда он прибыл вечером 20-го числа. Там он узнал о победе при Монтрё. 21 февраля дивизия получила приказ прибыть в Ножан и перекрыть отступление неприятеля по Сене. Однако противник успел уйти на Труа. Вечером 23-го кавалерия 2-го корпуса, приданная войскам генерала Жерара, прибыла в Труа, заняла мост Гильотьер и выдвинула свои аванпосты к Лузиньи. Действуя в  авангарде, кавалерия сразилась с сильным арьергардом союзной кавалерии на стыке дорог Бар-сюр-Об и Леманьи-Фушар. 26 февраля корпус прибыл в Бар-сюр-Об и Айвиль. Так же в этот день дивизию возглавил генерал Делор.
27 февраля кавалерия Сен-Жермена, находясь под началом маршала Удино, была атакована у Бар-сюр-Оба превосходящими силами союзников и отброшена на левый берег реки Об. Удино отступил к Вандёвру и 28 февраля занял позицию у Маньи-Фушара. 1 марта князь Шварценберг послал кавалерийскую разведку к Валь-Сюзене, Спуа и Маньи-Фушару; где дивизия поучаствовала в нескольких стычках.
2 марта дивизия снова перешла в подчинение генерала Жерара, отвечающего за защиту моста в Гийотьере. 3 марта противник атаковал аванпосты французов у моста в Бурсе, и у Рювиньи и Теннельера. Русский генерал Ридигер с тремя гусарскими и казачьими полками, обойдя позицию у деревни Бурантон, которая не была занята, продвинулся в сторону Теннельера и захватил парк. Когда он уводил его, прибыл генерал Сен-Жермен со своим кирасирским отрядом и в двух решительных атаках отбросил его обратно на Бурантон: однако он не мог помешать русским остаться хозяевами сорока пяти лошадей и ста пленных. В три часа дня произошла общая атака французов на Лобрессель, в результате которой в плен попал генерал Горчаков. Несмотря на относительные успехи, маршал Макдональд, принявший командование войсками, действующими на Марне и Сене, приказал отступить на Ножан.
4 марта армия эвакуировала Труа. Ближе к вечеру кавалерия, составлявшая арьергард, была атакована вражеской кавалерией у часовни Сен-Люк, и приведена в беспорядок. Однако под прикрытием пехоты, смогла собраться, атаковать врага и продолжить отступление в боевом порядке. 6 марта маршал Макдональд пересёк Сену у Ножана, а корпус Сен-Жермена по-прежнему находился в арьергарде и занимал Шапель и Сент-Обен и устраивал демонстрации против вражеской кавалерии. 7 марта дивизия пересекла Сену, разрушив мост в Ножане и присоединилась к маршалу, который занял позицию перед Провеном. Армия князя Шварценберга оставалась неподвижной до 11-го числа, в тот день она переправилась через Сену у Пон-сюр-Сен, заняла Сезанн, Монпотье, Вильено. Генерал Сен-Жермен выдвинулся из Шалантре-ла-Гранд в Виллено. В Монпотье он встретил вражескую кавалерию и атаковал её, однако был отброшен назад и укрылся за войсками генерала Жерара. На 10 марта численность дивизии составляла всего 1034 лошади. Маршал Макдональд, узнав о неудаче Наполеона в Лаоне, удалился в Мелун.
Утром 16 марта союзники атаковали французскую армию. Генерал Сен-Жермен занял Мерьо, но после боя маршал, которому угрожало поражение, отступил и построил свою армию верхом на дороге из Провена в Нанжи, чтобы прикрыть последний город. Кавалерия заняла позицию слева, у Мортери. 21 марта марта Удино с 7-м армейским корпусом и кавалерией Сен-Жермена присоединился к Наполеону. 22 марта дивизия подошла к Сен-Дизье и помогла дивизии Пире, которая застала врасплох и захватила русские и прусские конвои. 24 марта дивизия вошла в Сен-Дизье.
26 марта дивизия заняла Пертес по дороге на Витри. После чего перешла через Марну вброд у Арикура и Валькура и участвовала в атаке корпуса Винцингероде, расположенного между Марной и Альникуром, действуя на флангах армии. Винцингероде разгромлен. 28 марта дивизия перешла брод у Валькура и идет на Васси. Но 29 марта Наполеон узнал об опасности, угрожавшей Парижу, отозвал все свои войска и направил их в столицу, куда они должны были прибыть 2 апреля. 30 марта корпус Сен-Жермена прибыл в Труа, а 31 марта он снова двинулся в направлении Сенса через Вильнёв-Аршевек, прикрывая правый фланг армии. 2 апреля он прибыл в Канны к югу от Монтро, где ему было приказано остановиться. 3 апреля дивизию отозвали в Фонтенбло, где Император устроил смотр кирасирам. Затем она присоединилась к 5-му и 6-му кавалерийским корпусам в Эколе, Сен-Жермене и Суази. Но 1 апреля союзники вошли в Париж, и через десять дней Наполеон был вынужден отречься от престола.

## Командование дивизии

### Командиры дивизии
- дивизионный генерал Жан-Жозеф д’Опуль (24 августа 1805 – 9 февраля 1807)
- бригадный (с 14 февраля 1807 – дивизионный) генерал Реймон Сен-Сюльпис (9 февраля 1807 – 12 июля 1809)
- дивизионный генерал Антуан Сен-Жермен (12 июля 1809 – 3 июля 1810)
- расформирована (3 июля 1810 – 17 апреля 1811)
- должность вакантна (17 апреля 1811 – 19 октября 1811)
- дивизионный генерал Этьен Нансути (19 октября 1811 – 25 декабря 1811)
- бригадный генерал Луи Бомон (25 декабря 1811 – 9 января 1812)
- дивизионный генерал Реймон Сен-Сюльпис (9 января 1812 – 22 января 1812)
- дивизионный генерал Орас Себастьяни (22 января 1812 – 29 июня 1812)
- дивизионный генерал Пьер Ватье (29 июня 1812 – 15 августа 1813)
- дивизионный генерал Антуан Сен-Жермен (15 августа 1813 – 26 февраля 1814)
- дивизионный генерал Жак Делор (26 февраля 1814 – 12 мая 1814)

### Начальники штаба дивизии
- должность вакантна (24 августа 1805 – 20 сентября 1805)
- полковник штаба Октав Фонтен (20 сентября 1805 – 21 февраля 1807)
- полковник штаба Анн Тренкалье (21 февраля 1807 – 16 марта 1809)
- командир эскадрона Луи Матвон де Кюрньё (апрель 1809 – 3 августа 1809)
- полковник штаба Жак Семери (13 августа 1809 – 3 июля 1810)
- расформирована (3 июля 1810 – 17 апреля 1811)
- должность вакантна (17 апреля 1811 – 11 декабря 1811)
- полковник штаба Робер Дюпон д’Эрваль (11 декабря 1811 – 7 сентября 1812)

### Командиры бригад
- бригадный генерал Реймон Сен-Сюльпис (1 сентября 1805 – 14 февраля 1807)
- бригадный генерал Жан-Луи Фоконне (1 сентября 1805 – 21 сентября 1805)
- полковник штаба Октав Фонтен (21 сентября 1805 – 30 сентября 1806)
- бригадный генерал Вердьер (30 сентября 1806 – 18 октября 1806)
- бригадный генерал Марюла (18 октября 1806 – 5 декабря 1806)
- бригадный генерал Франсуа Клеман де Ля Ронсьер (31 декабря 1806 – 22 апреля 1809)
- бригадный генерал Адриан Гитон (12 апреля 1807 – 25 августа 1809)
- бригадный генерал Аделаид Лагранж (после 22 апреля 1809 – 25 мая 1809)
- бригадный генерал Эдме Фито (25 мая 1809 – 3 июля 1810)
- бригадный генерал Пьер Ватье (26 августа 1809 – 3 июля 1810)
- бригадный генерал Луи Бомон (25 декабря 1811 – 4 декабря 1812)
- бригадный генерал Жан-Луи Риште (25 декабря 1811 – 26 января 1813)
- бригадный генерал Жозеф Дорн (25 декабря 1811 – 29 декабря 1812)
- бригадный генерал Жан-Батист Нуаро (1 марта 1813 – 9 мая 1813)
- бригадный генерал Шарль Лялен д’Оденард (1 марта 1813 – 3 августа 1813)
- бригадный генерал Франсуа д’Авранж д’Ожранвиль (12 июня 1813 – 18 октября 1813)
- бригадный генерал Николя Тири (3 августа 1813 – 5 февраля 1814)
- бригадный генерал Ги Бланкар (2 декабря 1813 – 12 мая 1814)
- бригадный генерал Луи Сопранси (5 февраля 1814 – 12 мая 1814)

## Состав дивизии
штаб дивизии (фр. état-major de la division)
1-й кирасирский полк (фр. 1er régiment de cuirassiers)
в составе дивизии с момента её формирования, и до 3 июля 1810 года, и вновь с 6 февраля 1813 года.
5-й кирасирский полк (фр. 5e régiment de cuirassiers)
в составе дивизии с момента её формирования.
10-й кирасирский полк (фр. 10e régiment de cuirassiers)
в составе дивизии с момента её формирования.
11-й кирасирский полк (фр. 11e régiment de cuirassiers)
в составе дивизии с момента её формирования, и до 25 декабря 1811 года.
14-й кирасирский полк (фр. 14e régiment de cuirassiers)
в составе дивизии с 17 апреля 1811 года по 25 декабря 1811 года.
8-й кирасирский полк (фр. 8e régiment de cuirassiers)
в составе дивизии с 25 декабря 1811 года.
2-й шеволежер-уланский полк (фр. 2e régiment de chevau-légers lanciers)
в составе дивизии со 2 января 1812 года по 6 февраля 1813 года.
1-й карабинерский полк (фр. 1er régiment de carabiniers)
в составе дивизии с 6 февраля 1813 года.
2-й карабинерский полк (фр. 2e régiment de carabiniers)
в составе дивизии с 6 февраля 1813 года.
13-й кирасирский полк (фр. 13e régiment de cuirassiers)
в составе дивизии с 18 ноября 1813 года.
артиллерия дивизии (фр. artillerie de la division)

## Подчинение и номер дивизии
- дивизия резервной тяжёлой кавалерии Армии Берегов Океана (24 августа 1805 года);
- 2-я дивизия тяжёлой кавалерии резервной кавалерии Великой Армии (26 августа 1805 года);
- 2-я дивизия тяжёлой кавалерии 2-го корпуса резервной кавалерии Великой Армии (13 декабря 1806 года);
- 2-я дивизия тяжёлой кавалерии резервной кавалерии Великой Армии (12 января 1807 года);
- 2-я дивизия тяжёлой кавалерии Рейнской армии (15 октября 1808 года);
- 2-я дивизия тяжёлой кавалерии резервной кавалерии[К 1] Армии Германии (1 апреля 1809 года);
- 2-я дивизия тяжёлой кавалерии Эльбского обсервационного корпуса (19 апреля 1811 года);
- 2-я дивизия тяжёлой кавалерии 2-го корпуса резервной кавалерии Великой Армии (9 января 1812 года).

## Кампании и битвы
Австрийская кампания 1805 года
- Нёрдлинген (17 октября 1805)
- Холлабрунн (16 ноября 1805)
- Аустерлиц (2 декабря 1805)

Прусская кампания 1806 года
- Йена (14 октября 1806)
- Любек (5–7 ноября 1806)

Польская кампания 1807 года
- Безунь (23 декабря 1806)
- Гоф (6 февраля 1807)
- Прейсиш-Эйлау (8 февраля 1807)
- Кёнигсберг (15 июня 1807)

Австрийская кампания 1809 года
- Абенсберг (20 апреля 1809)
- Экмюль (22 апреля 1809)
- Регенсбург (23 апреля 1809)
- Эсслинг (21-22 мая 1809)
- Ваграм (6 июля 1809)
- Холлабрунн (9 июля 1809)
- Цнайм (11 июля 1809)

Русская кампания 1812 года
- Бородино (7 сентября 1812)
- Калуга/Москва (4 октября 1812)
- Винково (18 октября 1812)
- Смоленск (9 ноября 1812)

Саксонская кампания 1813 года
- Дрезден (26-27 августа 1813)
- Любниц (27 августа 1813)
- Мерсдорфф (14 октября 1813)
- Лейпциг (16 и 18 октября 1813)
- Ханау (29-30 октября 1813)

Французская кампания 1814 года
- Шоссе (3 февраля 1814)
- Монмираль (11 февраля 1814)
- Шато-Тьерри (12 февраля 1814)
- Вошан (14 февраля 1814)
- Труа (2 марта 1814)
- Ля-Гийотьер (3 марта 1814)
- Труа (4 марта 1814)
- Краон (7 марта 1814)
- Лаон (9 марта 1814)
- Сезанн (12 марта 1814)
- Реймс (13 марта 1814)
- Фер-Шампенуаз (25 марта 1814)
- Валькур (26 марта 1814)
- Париж (30 марта 1814)

## Организация дивизии по датам
На 25 сентября 1805 года:
- 1-я бригада (командир – бригадный генерал Реймон Сен-Сюльпис)
  - 1-й кирасирский полк (командир – полковник Адриан Гитон)
  - 5-й кирасирский полк (командир – полковник Жан-Батист Нуаро)
- 2-я бригада (командир – полковник штаба Октав Фонтен)
  - 10-й кирасирский полк (командир – полковник Пьер Латей)
  - 11-й кирасирский полк (командир – полковник Альбер Фуле)
    - Всего: 12 эскадронов, 1713 человек, 3 орудия[19].

На 14 октября 1806 года:
- 1-я бригада (командир – бригадный генерал Вердьер)
  - 1-й кирасирский полк (командир – полковник Адриан Гитон)
  - 10-й кирасирский полк (командир – полковник Самюэль Леритье)
- 2-я бригада (командир – бригадный генерал Реймон Сен-Сюльпис)
  - 5-й кирасирский полк (командир – полковник Жан-Батист Нуаро)
  - 11-й кирасирский полк (командир – полковник Альбер Фуле)
    - Всего: 16 эскадронов, 1927 человек, 3 орудия[20].

На 1 апреля 1807 года:
- 1-я бригада (командир – бригадный генерал Франсуа Клеман де Ля Ронсьер)
  - 1-й кирасирский полк (командир – полковник Сигизмон-Фредерик де Беркейм)
  - 5-й кирасирский полк (командир – полковник Жан-Шарль Кинетт де Серне)
- 2-я бригада (командир – бригадный генерал Адриан Гитон)
  - 10-й кирасирский полк (командир – полковник Самюэль Леритье)
  - 11-й кирасирский полк (командир – полковник Антуан-Констан де Бранка)
    - Всего: 16 эскадронов, 1910 человек[21].

На 1 июля 1809 года:
- 1-я бригада (командир – бригадный генерал Эдме Фито)
  - 1-й кирасирский полк (командир – полковник Сигизмон-Фредерик де Беркейм)
  - 5-й кирасирский полк (командир – полковник Жан-Шарль Кинетт де Серне)
- 2-я бригада (командир – бригадный генерал Адриан Гитон)
  - 10-й кирасирский полк (командир – полковник Самюэль Леритье)
  - 11-й кирасирский полк (командир – полковник Пьер Дюкло)
    - Всего: 16 эскадронов, около 2010 человек, 6 орудий.

На 1 июля 1812 года:
- 1-я бригада (командир – бригадный генерал Луи Бомон)
  - 5-й кирасирский полк (командир – полковник Филипп Кристоф де Ламотт-Гери)
- 2-я бригада (командир – бригадный генерал Жан-Луи Риште)
  - 8-й кирасирский полк (командир – полковник Луи Гранжан)
- 3-я бригада (командир – бригадный генерал Жозеф Дорн)
  - 10-й кирасирский полк (командир – полковник Пьер де Ляюбердьер)
  - 1-я рота 2-го шеволежер-уланского полка (командир – полковник Пьер Беррюйе)
    - Всего: 13 эскадронов, 2570 человек, 2795 лошадей, 12 орудий.

На 16 октября 1813 года:
- 1-я бригада (командир – бригадный генерал Франсуа д’Авранж д’Ожранвиль)
  - 1-й карабинерский полк (командир – полковник Франсуа Курсоль)
  - 2-й карабинерский полк (командир – полковник Мари Дезев)
  - 1-й кирасирский полк (командир – полковник Антуан-Маргерит Клерк)

- 2-я бригада (командир – бригадный генерал Николя Тири)
  - 5-й кирасирский полк (командир – полковник Филипп Кристоф де Ламотт-Гери)
  - 8-й кирасирский полк (командир – полковник Луи Лефевр)
  - 10-й кирасирский полк (командир – полковник Пьер де Ляюбердьер)
    - Всего: 16 эскадронов, 6 орудий.

На 1 марта 1814 года:
- 1-я бригада (командир – бригадный генерал Ги Бланкар)
  - 1-й карабинерский полк (командир – полковник Франсуа Курсоль)
  - 2-й карабинерский полк (командир – полковник Мари Дезев)
  - 1-й кирасирский полк (командир – полковник Антуан-Маргерит Клерк)

- 2-я бригада (командир – бригадный генерал Луи Сопранси)
  - 5-й кирасирский полк (командир – полковник Филипп Кристоф де Ламотт-Гери)
  - 8-й кирасирский полк (командир – полковник Луи Лефевр)
  - 10-й кирасирский полк (командир – полковник Пьер де Ляюбердьер)
  - 13-й кирасирский полк (командир – полковник Франсуа Бигарн)
    - Всего: около 720 человек, 6 орудий.

## Награждённые

### Знак Большого Орла ордена Почётного легиона
- Жан-Жозеф д’Опуль, 8 февраля 1806 – дивизионный генерал, командир дивизии

### Комманданы ордена Почётного легиона
- Адриан Гитон, 25 декабря 1805 – полковник, командир 1-го кирасирского
- Пьер Латей, 25 декабря 1805 – полковник, командир 10-го кирасирского
- Жан-Батист Нуаро, 25 декабря 1805 – полковник, командир 5-го кирасирского
- Октав Фонтен, 25 декабря 1805 – полковник, начальник штаба дивизии
- Альбер Фуле, 25 декабря 1805 – полковник, командир 11-го кирасирского
- Франсуа д’Авранж д’Ожранвиль, 28 сентября 1813 – бригадный генерал, командир 1-й бригады

### Офицеры ордена Почётного легиона
- Франсуа Жакмен, 26 декабря 1805 – командир эскадрона 5-го кирасирского
- Самюэль Леритье, 14 мая 1807 – полковник, командир 10-го кирасирского
- Сигизмон-Фредерик де Беркейм, 11 июля 1807 – полковник, командир 1-го кирасирского
- Жан-Шарль Кинетт де Серне, 11 июля 1807 – полковник, командир 5-го кирасирского
- Антуан-Констан де Бранка, 11 июля 1807 – полковник, командир 11-го кирасирского
- Луи Демонжен, 11 июля 1807 – командир эскадрона 1-го кирасирского
- Пьер Дезаргю, 16 мая 1809 – командир эскадрона, адъютант генерала Сен-Сюльписа
- Жак-Мари Буайе, 18 мая 1809 – командир эскадрона 10-го кирасирского
- Жан Реми, 6 ноября 1811 – капитан 11-го кирасирского
- Филипп Кристоф де Ламотт-Гери, 11 октября 1812 – полковник, командир 5-го кирасирского
- Пьер Беррюйе, 11 октября 1812 – полковник, командир 2-го шеволежер-уланского
- Франсуа Курсоль, 18 октября 1812 – командир эскадрона 8-го кирасирского
- Жан-Батист Сера, 18 октября 1812 – капитан, командир роты 8-го кирасирского
- Леспинасс, 13 сентября 1813 – командир эскадрона 8-го кирасирского
- Луи Лефевр, 28 сентября 1813 – полковник, командир 8-го кирасирского
- Пьер Бодо, 28 сентября 1813 – командир эскадрона 10-го кирасирского
- Оноре Дижон, 28 сентября 1813 – капитан 10-го кирасирского
- Шантель, 28 сентября 1813 – капитан 1-го карабинерского
- Мари Дезев, 28 сентября 1813 – полковник, командир 2-го карабинерского
- Миди, 28 сентября 1813 – майор 2-го карабинерского
- Этьен Баге, 28 сентября 1813 – командир эскадрона, адъютант генерала Сен-Жермена

### Кавалеры ордена Железной короны
- Жан-Шарль Кинетт де Серне, 1809 – полковник, командир 5-го кирасирского
- Антуан-Маргерит Клерк, 18 сентября 1813 – полковник, командир 1-го кирасирского

### Кавалеры саксонского военного ордена Святого Генриха
- Жан-Шарль Кинетт де Серне, 1809 – полковник, командир 5-го кирасирского

### Комментарии
1. ↑  Большую часть кампании дивизия действовала в составе 3-го армейского корпуса